# Nikolaï Ivanov (aviron)
Pour les articles homonymes, voir Nikolaï Ivanov (homonymie).
Nikolaï Petrovitch Ivanov (en russe : Николай Петрович Иванов), né le 20 août 1949 à Léningrad et mort le 8 juin 2012 à Saint-Pétersbourg, est un rameur russe  qui représentait l'Union Soviétique aux Jeux olympiques d'été de 1972 (cinquième en deux avec barreur) et ceux de 1976 (champion olympique en quatre avec barreur). 
Il est médaillé de bronze en deux avec barreur aux Championnats du monde d'aviron 1970 à Saint Catharines et aux Championnats d'Europe d'aviron 1971 à Copenhague, champion d'Europe de deux avec barreur en 1973 à Moscou et champion du monde en deux avec barreur en 1974 à Lucerne et en quatre avec barreur en 1975 à Nottingham.

## Source de la traduction
- (en) Cet article est partiellement ou en totalité issu de l’article de Wikipédia en anglais intitulé « Nikolay Ivanov (rower) » (voir la liste des auteurs).